# Димитър Данчев
Димитър Данчев е български шахматист.
Взима участие в първенството на България по шахмат през 1936 г. като се класира на 6 – 7 място. Участва на неофициалната шахматна олимпиада в Мюнхен през 1936 г., където изиграва 19 партии (1 победа, 3 равенства, 15 загуби).

## Участия на шахматни олимпиади
| Година           | Организатор | Отбор    | Класиране (отборно) | Дъска |
| 1936 неофициална | Мюнхен      | България | 21                  | Трета |